# الحلفاية بحري
قرية الحلفاية بحرى هي إحدى القرى التابعة لمركز نجع حمادى في محافظة قنا في جمهورية مصر العربية. حسب إحصاءات سنة 2006، بلغ إجمالي السكان في الحلفاية بحرى 22952 نسمة، منهم 11830 رجل و11122 امرأة.